# Blauflügel-Ohrfasan
Der Blauflügel-Ohrfasan (Crossoptilon auritum) auch Blauer Ohrfasan ist eine monotypische Vogelart aus der Familie der Fasanenartigen. Er ist in Gebirgen West- und Mittelchinas beheimatet und besiedelt dort alpines Gesträuch, Misch- und Wacholderwälder.

## Beschreibung
Der größte Teil des Körpergefieders ist blaugrau und wirkt haarartig zerschlissen. Der Kopf ist bis auf den Nacken samtig schwarz, dazu kontrastieren ein weißes Kinn, weiße Wangenfedern und die stark verlängerten, über den Nacken hinausragenden, büschelförmigen weißen Federohren sowie die nackte, intensivrote Partie um das Auge. Die Iris ist gelblich, der Schnabel rötlich hornfarben. Die dunkelbraunen Armschwingen zeigen einen purpurnen Schimmer und die Handschwingen sind mattbraun. Der Schwanz besteht aus 24 dunkel blaugrauen Steuerfedern, die zur Mitte hin dunkler werden und metallisch grün, zum Ende hin purpurviolett glänzen. Die Fahnen sind ebenfalls haarartig zerschlissen. Die Basen der 5–6 äußeren Steuerfedern zeigen eine breite weiße Querbinde, die einen weißen Spiegel bildet. Auf dem distalen Teil glänzen diese Federn dunkel stahlblau. Die Füße sind rot.
Die Geschlechter unterscheiden sich, weil das adulte Männchen einen ausgeprägten Sporn trägt, das Weibchen dagegen nur einen ansatzweisen oder keinen Sporn ausgebildet hat.
Die Körperlänge liegt bei 96 cm, die Schwanzlänge bei 49 cm und die Flügellänge zwischen 290 und 306 mm. Der Hahn wiegt zwischen 1,7 und 2,1 kg, die Henne ist mit 1,5–1,75 kg leichter.

## Stimme
Der Revierruf des Hahns ist ein krähendes krau-krau, bei der Futtersuche ist ein hühnerähnliches kuck kuck kuck zu vernehmen. Der Warnruf wird als knarrend beschrieben.

## Verbreitung
Den Blauflügel-Ohrfasan findet man in den Gebirgen der Inneren Mongolei, Gansus und des östlichen Qinghais. Südwärts reicht die Verbreitung bis ins nordwestliche Sichuan. Unterarten sind nicht beschrieben.

## Lebensweise
Der Blauflügel-Ohrfasan besiedelt alpines Gesträuch, Misch- und Wacholderwälder. Die Vögel suchen auf Lichtungen wie Kahlschlägen oder Brandflächen ihre Nahrung und übernachten im dichten Wald. Die Nahrung besteht aus Insekten und unterirdischen Pflanzenteilen. Sie wird vorwiegend auf dem Boden gesucht, dessen obere Schicht dazu zunächst mit den Füßen aufgescharrt wird. Außerhalb der Brutzeit lebt die Art gesellig in Trupps, bei denen es sich um Familienverbände handeln könnte. Im Frühjahr finden sich dann Paare zusammen. Das Nest besteht aus einer flachen, ausgescharrten Mulde von 25 bis 27 cm Durchmesser, die mit Moos, Gras und Blättern ausgelegt wird, so dass sie von der Umgebung kaum zu unterscheiden ist. Zudem werden offenbar Federn als Polsterung benutzt. Gefundene Gelege bestanden aus 8–14 einfarbig olivbraunen Eiern. Die Brutdauer liegt zwischen 26 und 28 Tagen.